# Союз коммунистической молодёжи Португалии

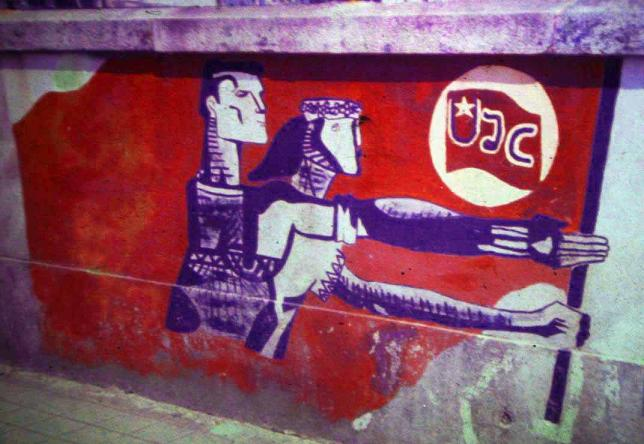
Союз коммунистической молодежи, граффити 1978 года

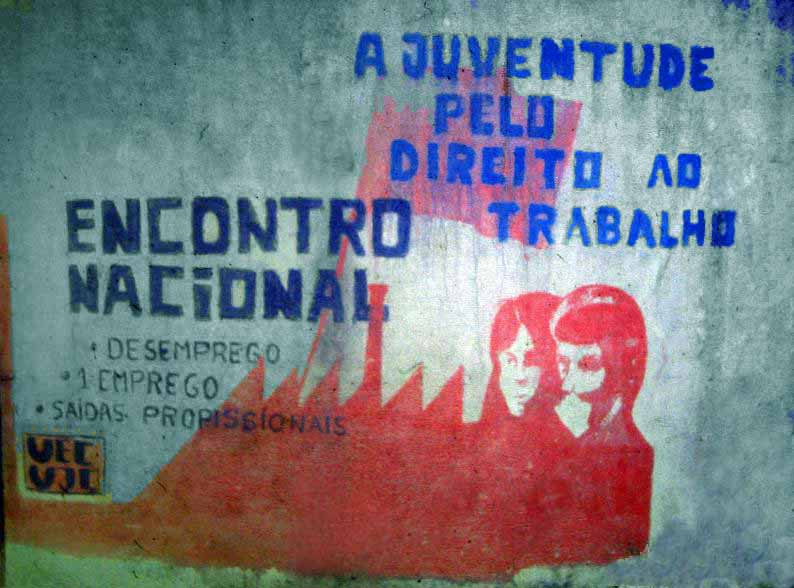
Граффити в Лиссабоне 1977 году

Союз коммунистической молодёжи Португалии (СКМП) — молодёжное крыло Португальской коммунистической партии. СКМП был основан 10 ноября 1979 года в ходе объединения Союза коммунистических студентов и Союза коммунистической молодёжи (Португалия) как революционная молодёжная организация.
СКМП, являясь носителем революционных традиций и истории борьбы поколений молодых коммунистов против фашизма и империализма, а затем и за апрельскую революцию, действует, руководствуясь марксизмом-ленинизмом и диалектическим материализмом.

## Цели
СКМП ведёт борьбу за достижение более развитой общественной формации для португальского народа, где не будет места эксплуатации человека человеком, где будет гарантировано полное осуществление прав и свобод, где жизнь будет иметь широкие перспективы индивидуальных и коллективных достижений — СКМП ведет борьбу за социализм и коммунизм.
Основными принципами СКМП являются:
- Сотрудничество с молодёжными коммунистическими организациями других стран
- Солидарность с рабочим и молодёжным движениями других стран и с угнетёнными народами в борьбе с эксплуатацией
- Борьба за бесплатное, качественное всеобщее государственное образование
- Борьба за права и свободы
- Борьба за мир и солидарность народов
- Борьба за право на доступное жильё
- Борьба за признание сексуальных и репродуктивных прав
- Борьба за свободную и суверенную народную демократию